# Горошанський Олександр Вікторович
Олекса́ндр Ві́кторович Гороша́нський — капітан Збройних сил України, учасник російсько-української війни.
Станом на лютий 2018 року — заступник військового комісара з територіальної оборони, Дергачівський РВК.

## Нагороди
За особисту мужність і героїзм, виявлені у захисті державного суверенітету та територіальної цілісності України, вірність військовій присязі під час російсько-української війни капітан Горошанський нагороджений
- орденом Богдана Хмельницького III ступеня.